# Nome das Duas Senhoras

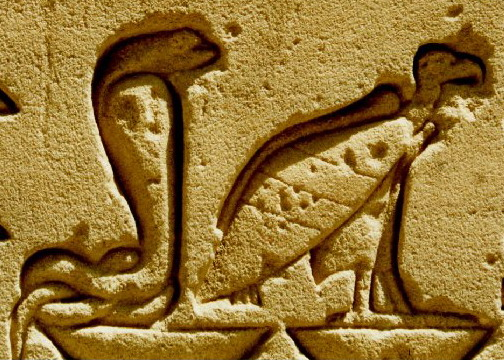
Os hieroglifos que representam o Nome de Nebti

O Nome de Nebti ou Nome das Duas Damas era um dos vários nomes pelo qual era conhecido o faraó adotando-os quando subia ao trono. Este nome estava associado às deusas do Baixo e Alto Egito, e por isso é chamado também do Nome das Duas Damas.
Além desta titulatura, também eram adotadas as seguintes: Nome de Hórus, Nome de Hórus de Ouro, Nome de Nesut-bity e Nome de Sa-Rá.

## Características
A representação hieroglífica deste nome são as figuras que representam a deusa Necbete, deusa do Alto Egito, representada pela figura do Abutre, e a deusa Uto (Uadjete), deusa do Baixo Egito, representada pela figura da serpente.
O nome foi primeiramente utilizado pelo faraó da I dinastia Semempsés, porém sua utilização tornou-se um título independente apenas na XII dinastia.
Esse título em particular não é emoldurado por uma cartela ou por um sereque, mas sempre começa com o abutre e a serpente repousando sobre duas cestas.